# دیپ‌هیون (مینه‌سوتا)
دیپ‌هیون، مینه‌سوتا (به انگلیسی: Deephaven, Minnesota) یک شهر در ایالات متحده آمریکا است که در مینه‌سوتا واقع شده‌است.

## خصوصیات
دیپ‌هیون ۶٫۲۹ کیلومترمربع مساحت و ۳٬۶۴۲ نفر جمعیت دارد و ۲۹۱ متر بالاتر از سطح دریا واقع شده‌است.